# Hotarubi
Hotarubi è un film del 1958 diretto da Heinosuke Gosho.

## Trama
Otose ed il marito Isuke sono i gestori del ryokan Teradaya, durante il turbolento periodo Bakumatsu della storia giapponese. Essi hanno due figlie, entrambe adottate in tenera età: una nipote, e Oryo, un’orfana. Otose si occupa a tempo  pieno del management del ryokan, mentre il marito preferisce dilettarsi di musica, e trascorre molto tempo presso Otami, sua insegnante di canto ed amante.
Un giorno si presenta al “ryokan” il ronin Sakamoto, che chiede ad Otose se sia disposta a nasconderlo nell’albergo, poiché è ricercato dalle truppe shogunali: lei accondiscende, contro il parere del pavido marito, intuendo che il giovane sta lottando per la giusta causa del bene del popolo.
Più avanti Otami confessa a Otose di essere incinta di Isuke, ed Otose, pur rendendosi conto che il bambino avrebbe ereditato l’azienda Teradaya, giunge ad offrire all’amante del marito un aiuto finanziario per il nascituro, dicendosi inoltre pronta ad abbandonare Teradaya per far spazio al nuovo padrone, il figlio adulterino.
Otose e Oryo si innamorano entrambe di Sakamoto, che ama la figlia: fra madre e figlia nasce un breve conflitto, che si appiana non appena Otose arretra di fronte ad Oryo, e, in occasione di un ennesimo agguato verso Sakamoto, le consente di fuggire con lui dando loro la propria benedizione.
La gravidanza di Otami era solo un’invenzione, tramite la quale la donna voleva entrare in possesso dei domini di Teradaya. Alla fine, tuttavia, Otami non se l’è sentita di ingannare una donna tanto buona come Otose, ed ha abbandonato l’amante. Quando Isuke racconta tutto ciò alla moglie, i due si riappacificano, e riprendono il loro ménage abituale.
Marito e moglie apprendono dai giornali, di lì a poco, dell’assassinio di Sakamoto, nel Novembre del 1861, e riflettono sulla breve ma probabilmente intensa stagione amorosa di Oryo.